# Файнстайн, Дайэнн
Дайэнн Голдман Берман Файнстайн (англ. Dianne Goldman Berman Feinstein; 22 июня 1933[…], Сан-Франциско, Калифорния — 29 сентября 2023[…], Вашингтон) — американский политик, член Демократической партии, сенатор США от Калифорнии. На пост сенатора была выбрана впервые в 1992 году, после работы мэром Сан-Франциско в период с 1978 по 1988 год.

## Биография
Файнстайн родилась как Дайэнн Эмиел Голдман в Сан-Франциско в семье известного хирурга Леона Голдмана и бывшей модели Бетти Розенбург. Родители отца были евреями, иммигрировавшими из Польши, матери — крещёными в православие евреями, бежавшими из Санкт-Петербурга после Октябрьской революции.
Файнстайн получила католическое школьное образование, но одновременно посещала еврейскую школу. В возрасте 13 лет она прошла иудейскую конфирмацию. В 1955 году получила степень бакалавра в области истории в Стэнфордском университете.
В 1956 году вышла замуж за Джека Бермана, коллегу по окружной прокуратуре Сан-Франциско. Брак продлился всего три года. В 1957 году у пары родилась дочь Кэтрин, ныне судья в Сан-Франциско.
В 1962 году вышла замуж вторично за нейрохирурга Бертрама Файнстайна, который умер от рака в 1978 году. В 1980 году вышла замуж за банкира Ричарда Блама, что позволило ей стать одним из самых богатых сенаторов. Ричард Блам с 2002 года регент Калифорнийского университета.
22 июля 2014 в письме президенту Обаме предложила внести Донецкую Народную Республику в список террористических организаций и ввести широкие санкции против России.
6 ноября 2018 года переизбрана в Сенат на новый шестилетний срок с результатом 54,5 % (из-за принятой в Калифорнии системы голосования её соперником оказался однопартиец Кевин де Леон).
В преддверии президентских выборов 2020 года Файнстайн поддержала кандидатуру Джо Байдена на пост президента США.
26 января 2021 года Школьный совет Сан-Франциско принял решение о переименовании трети всех школ города (в общей сложности 44), названных в честь рабовладельцев и нарушителей прав человека. В это число наряду со школами имени Джорджа Вашингтона, Томаса Джефферсона, Джеймса Мэдисона и Авраама Линкольна попала и школа имени Дайанн Файнстайн. В отношении последней член Школьного совета Кевин Боджесс (Kevine Boggess) заявил, что не следует называть школы в честь современников, поскольку так «создаются герои из простых смертных».
Скончалась 28 сентября 2023 года в своём доме в Вашингтоне на 91-м году жизни, оставаясь в должности сенатора. Её место в верхней палате Конгресса решением губернатора Калифорнии было предоставлено президенту комитета политических действий «Список Эмили» Лафонзе Батлер.
4 октября 2023 года состоялось закрытое прощание с заупокойной службой в городской ратуше Сан-Франциско, тело предано земле 5 октября.

## Награды
В 2002 году Файнстайн получила премию Американской медицинской ассоциации имени Натана Дэвиса за «улучшение уровня общественного здравоохранения».